# René Patouillard-Demoriane
René Patouillard-Demoriane, né le 13 novembre 1867 à Toulouse et mort le 13 avril 1957 dans le 15e arrondissement de Paris, est un architecte français, Prix de Rome en 1895. 

## Biographie
Né à Toulouse, il est le fils d'un représentant de commerce. Après ses études secondaires, il travaille dans une agence d'architceture à Paris et suit en parallèle des cours de dessins de la ville de Paris. Il entre à l'école des Beaux-arts de Paris, au sein de l'atelier de  Léon Ginain en 1883. Il continue à travailler au cours de ses études au sein de l'agence de Ferdinand Dutert. Il tente le concours du prix de Rome en 1890, il obtient de le premier Second Grand Prix de Rome en 1894 puis le premier grand prix en 1895 avec pour sujet : Un Palais pour les Expositions et les fêtes. Il entre à l'Académie de France à Rome (villa Médicis) le 30 décembre de la même année et y reste jusqu'en 1899. Ses envois de Rome concernent : une urne funéraire des musées du Vatican en 1896, la basilique de Pompéi en 1897, l'arc de Septime Sévère, le temple de la Concorde et la cathédrale de Sienne en 1898, l'île Tibérine au temps d'Antonin le Pieux en 1899. Il ne séjourne pas en Grèce contrairement aux habitudes des pensionnaires de cette époque. 
De retour en France, il s'installe en tant qu'architecte à Paris en 1901. Il remporte plusieurs concours internationaux à Saint-Pétersbourg et en Roumanie. En France, il remporte le concours et réalise l'École des Beaux-arts de Nancy en 1906. Il assume après guerre plusieurs fonctions d'architecte officiel : architecte des bâtiments civils et palais nationaux, architecte de l'Institut national agronomique, de l'Opéra de Paris de 1921 à 1930. Il est également architecte de la Banque d'Indochine et de plusieurs sociétés parisiennes dont il réalise le siège social. Il participe à la reconstruction dans l'est de la France. Il dessine plusieurs monuments  Il est nommé professeur chef d'atelier d'architecture à l'École des Beaux-arts de 1931 à 1937. Il est président de la Fondation Taylor entre 1948 et 1952.
Une rue de Villiers-Adam porte son nom.

## Principales réalisations
- Pont de la Trinité sur la Neva, Saint-Pétersbourg, 1901-1902
- Monument à Eugène Fromentin en collaboration avec Ernest Dubois, La Rochelle, 1905[3]
- École des Beaux-arts, rue Vauban Nancy, 1906
- Ancienne annexe du Ministère de la Marine, 15-17 avenue de Suffren, Paris, 1910
- école élémentaire Vulpian, 13 rue Vulpian, Paris, 1910
- Monument à Jean Guiton, avec Enest Dubois, La Rochelle, 1911[4]
- Agrandissement de la Mairie du 5e arrondissement de Paris, 1921-1932
- Église paroissiale Saint-Luc, Monthois, 1924-1926[5]
- Monument à Paul Deschanel, avec Ernest Dubois, Nogent-le-Rotrou, 1926[6]
- Filature de soie dite La Schappe, usine à Reims, 1927[7]
- Résidence d'étudiants dite Maison internationale AgroParisTech (MINA), à la Cité internationale universitaire de Paris, 1926-1928[8]
- Hôpital Beaujon à Clichy-la-Garenne, 1933-1934, en tant qu'architecte-conseil, avec Urbain Cassan, Louis Plousey et Jean Walter

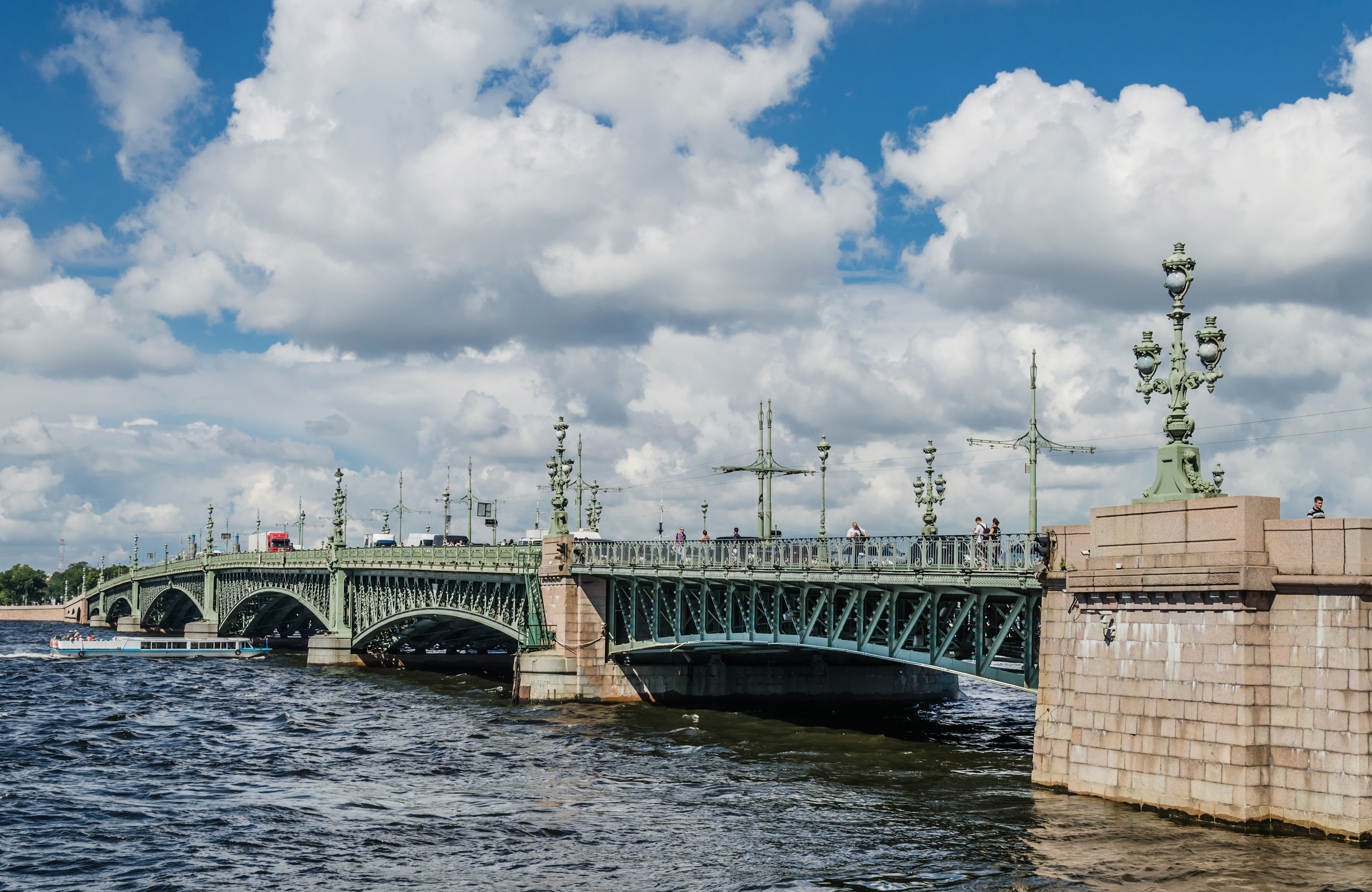
Pont de la Trinité, Saint-Pétersbourg.
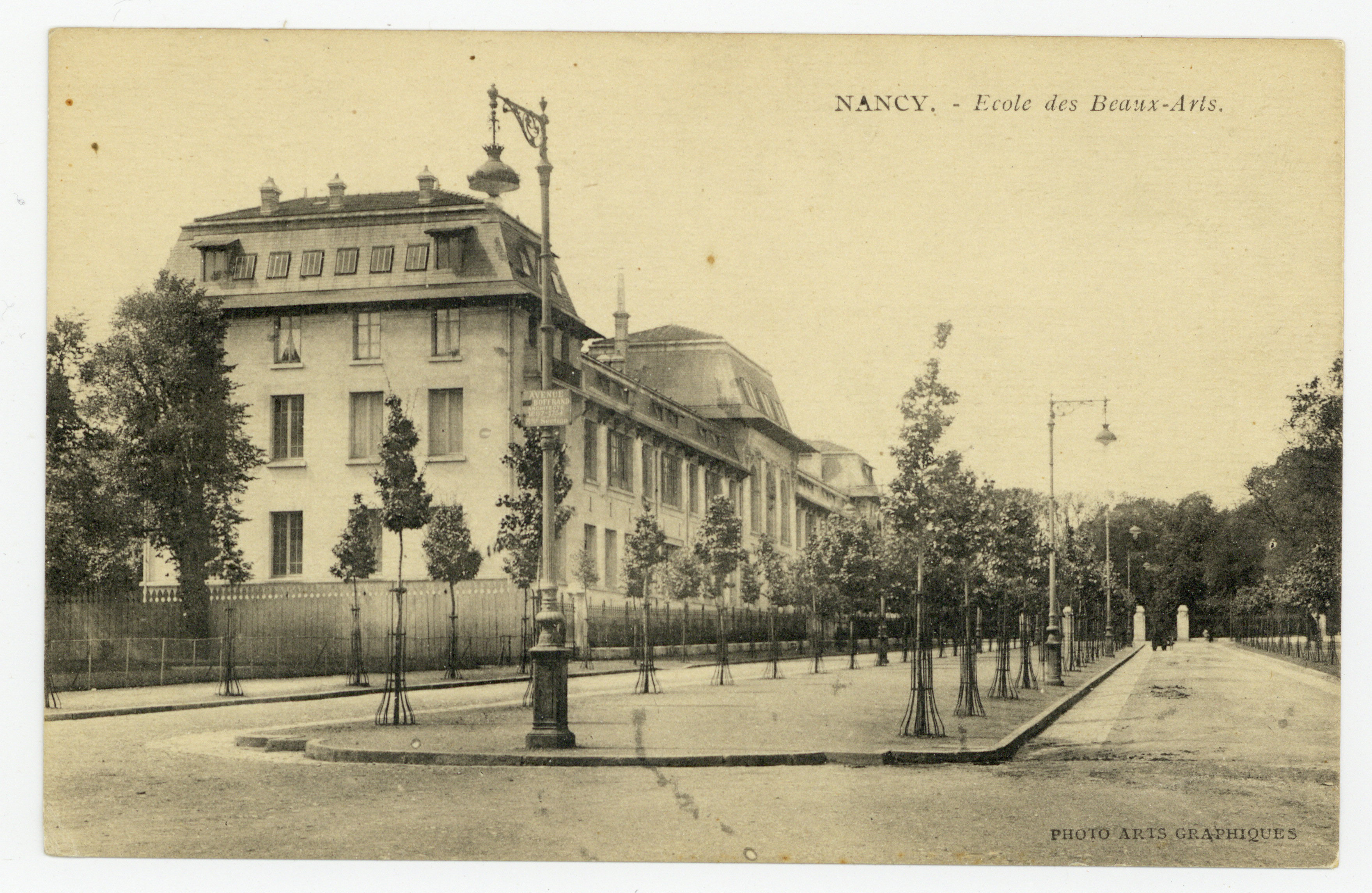
École des Beaux-Arts de Nancy.
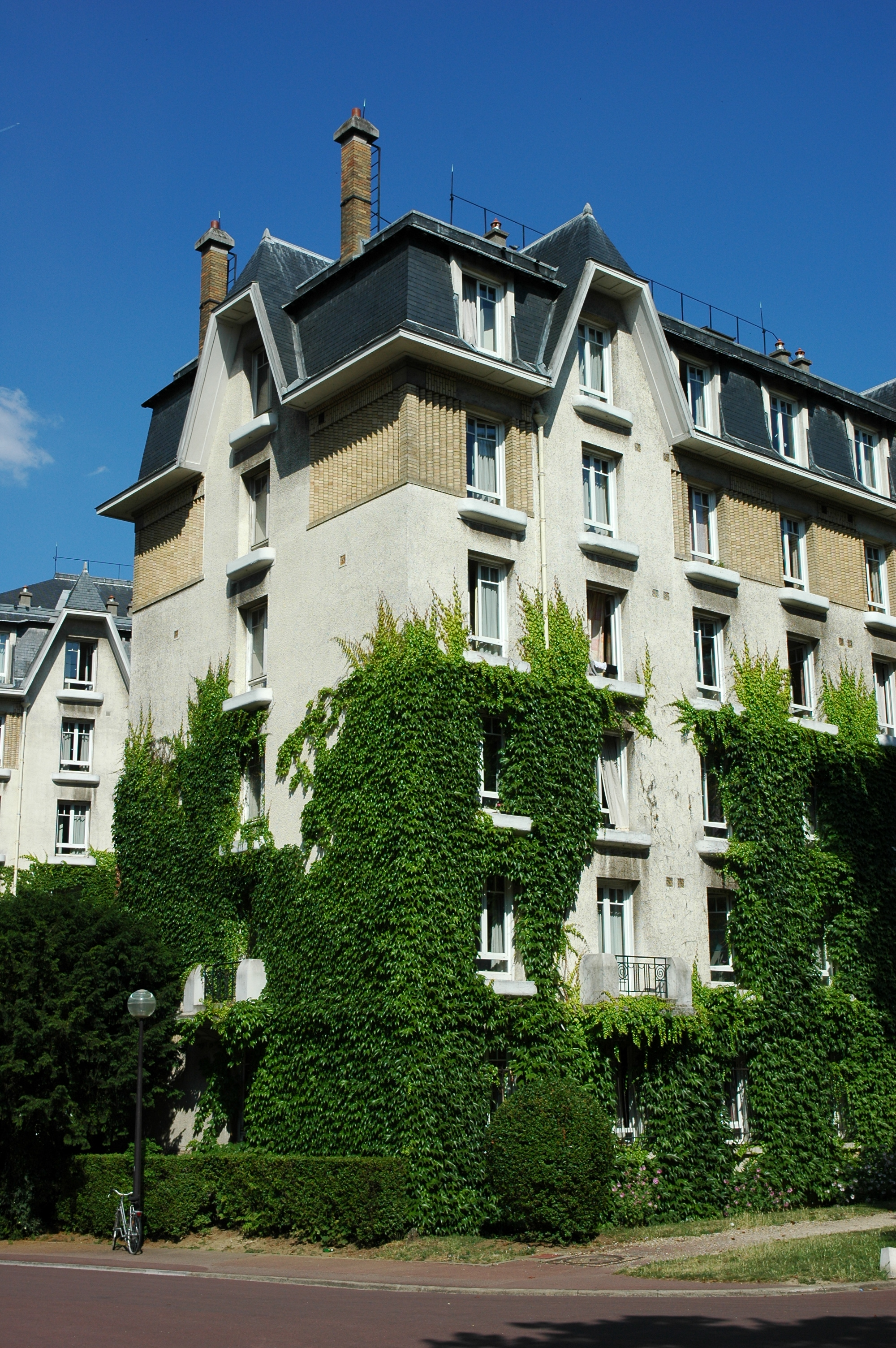
Maison internationale AgroParisTech.
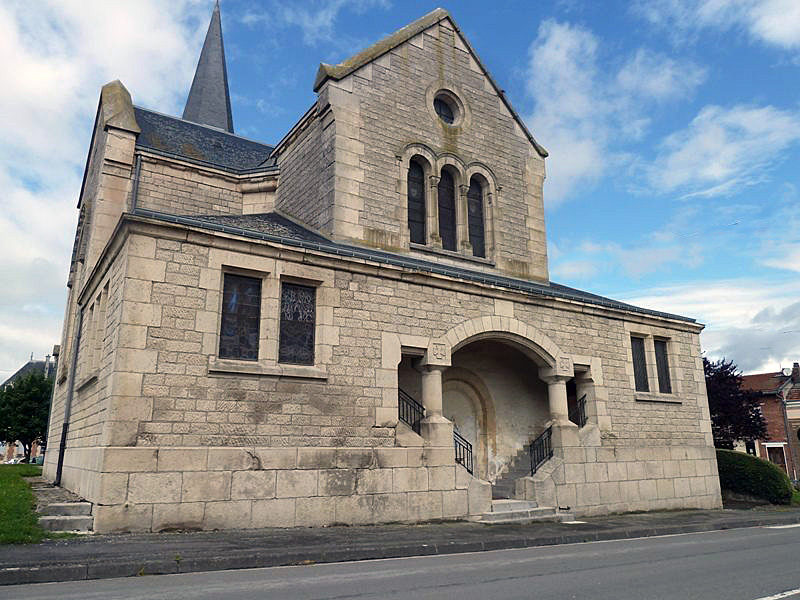
Église de Monthois.